# Cladonia minarum
Cladonia minarum är en lavart som beskrevs av Ahti. Cladonia minarum ingår i släktet Cladonia och familjen Cladoniaceae.   Inga underarter finns listade i Catalogue of Life.